# Kwak Ye-Ji
Kwak Ye-Ji (en coreano: 곽예지; 8 de septiembre de 1992) es una deportista surcoreana que compitió en tiro con arco, en la modalidad de arco recurvo. Ganó dos medallas en el Campeonato Mundial de Tiro con Arco al Aire Libre de 2009, oro por equipo y plata en individual.

## Palmarés internacional
| Campeonato Mundial al Aire Libre | Campeonato Mundial al Aire Libre | Campeonato Mundial al Aire Libre | Campeonato Mundial al Aire Libre |
| Año                              | Lugar                            | Medalla                          | Prueba                           |
| -------------------------------- | -------------------------------- | -------------------------------- | -------------------------------- |
| 2009                             | Ulsan (Corea del Sur)            | Medalla de oro                   | Equipo                           |
| 2009                             | Ulsan (Corea del Sur)            | Medalla de plata                 | Individual                       |